# Dreampunk
Dreampunk es un microgénero de música electrónica caracterizado por su enfoque en el ambiente cinematográfico y las grabaciones de campo, combinado con varios rasgos y técnicas de géneros electrónicos como techno, jungle, electro y dubstep.

## Historia
Dreampunk surgió a mediados de la década de 2010. Muchos de los primeros artistas del dreampunk obtuvieron influencias de bandas sonoras de películas, vaporwave, y drum and bass. Dreampunk tiene su origen en el debut de 2814, el dúo ambiental compuesto por Luke Laurila ( t e l e p a t h テレパシー能力者) y David Russo (Hong Kong Express). El nombre se deriva de la palabra cyberpunk debido a su uso frecuente de espacios metropolitanos imaginados en su diseño de sonido, que evoca la experiencia de caminar por una ciudad futurista.
Específicamente, dreampunk comenzó el 29 de enero de 2014, cuando el músico británico David Russo lanzó el sello Dream Catalog, que se especializaba en vaporwave y "música de ensueño" (el nombre de pila de dreampunk). Inspirado en las películas de Wong Kar-Wai, Russo exploró la música ambiental de ensueño bajo el nombre de Hong Kong Express. Después de hacerse amigo del productor estadounidense de vaporwave Luke Laurila (t e l e p a t h テレパシー能力者), los dos lanzaron rápidamente álbumes en solitario en Dream Catalogue, a través de muchos alias anónimos. En octubre de 2014, Russo y Laurila formaron un proyecto colaborativo, 2814, un dúo que recibiría elogios tanto de la crítica como de los usuarios. En 2015, Vice publicó un artículo elogiando el segundo álbum cyberpunk ambient vaporwave de 2814, 新 し い 日 の 誕 生 (Nacimiento de un Nuevo Día), calificándolo de "un deslizamiento en un mundo de neón y lluvia, niebla y memoria". A diferencia de sus predecesores, 2814 se mantuvo firme en no usar samples, lo que contrastaba con la mentalidad de los otros músicos del sello, como 猫 シ Corp, Death's Dynamic Shroud, Nmesh y Vaperror. A pesar de su éxito en Bandcamp, Russo eliminó Dream Catalog de muchos de sus álbumes de muestra para evitar disputas de derechos de autor y centrarse en su autodenominada "música de ensueño". Russo describió el cisma entre dreampunk y vaporwave como "toda la vibra de la música de ensueño es lo suficientemente fluida como para abarcar muchos estilos musicales diferentes, al tiempo que conserva ciertos elementos que hacen que la etiqueta se destaque en su conjunto — surrealismo, futurismo, conceptos pesados y proyectos basados en historias, mientras que vaporwave como término e idea se ha convertido en una especie de carga para todos los involucrados". Desde 2016 hasta 2018, Russo y una nueva ola de artistas en Dream Catalog se centraron en gran medida en el estilo irónico de wosX hardvapour y el estilo de tecnología fantasma de corta duración, dando paso a otras etiquetas para liderar el movimiento dreampunk.

### Escena temprana
Los primeros años de dreampunk giraron en torno a varios netlabels, que eran el punto focal de la comunidad. Con la adopción de mensajes de Twitter, programas de radio en la red y festivales transmitidos en vivo como SPF420, el grupo de artistas recién formado se conectaron rápidamente entre sí y, posteriormente, lanzaron álbumes en sus netlabels mutuos.
Uno de los primeros propietarios de dreampunk fue No Problema Tapes, el sello orientado a casetes dirigido por Pablo Salas y Gonzalo Silva. El sello tuvo vínculos tempranos con la música vaporwave y drone, pero finalmente se expandiría al campo del dreampunk, lanzando álbumes de algunos de los primeros artistas de la comunidad (incluidos Sangam, Renjā y Origami Girl). El 17 de octubre de 2020, Remezcla informó que la sede de No Problema Tapes se había incendiado por completo. El sello pudo reanudar sus operaciones con la ayuda de una recaudación de fondos, un álbum recopilatorio y subcontratando la producción de cintas al sello New Motion de Canadá.
Tras la aparición de dreampunk en sellos como Dream Catalogue, No Problema Tapes, BLCR Laboratories, House of the Leg, Virtual Dream Plaza, entre otros, artistas de todo Internet comenzaron a usar el término "dreampunk" indistintamente con "música de ensueño". Durante este tiempo, productores como Remember, CHUNGKING MANSIONS, KAGAMI Smile, y THUGWIDOW trajeron estilos cinematográficos más oscuros al género.
En un período de crecimiento, artistas de dreampunk como 輕描淡寫 (QMDX) y Sangam se presentaron junto a Disasterpeace y Merzbow en el sello ahora desaparecido, BLUDHONEY RECORDS. En su mejor momento, el enfoque de BLUDHONEY en vinilos y casetes aportó una ventaja profesional al movimiento de base. Sin previo aviso, BLUDHONEY cerró en 2018. Algunos artistas afectados por el cierre incluyen a Rashida Prime, QMDX y el dúo Kuroi Ame. Estos artistas optaron por publicar discos en VILL4IN. Luego cambiarían al sello PURE LIFE ЧЖ de Kuroi Ame, que lanzó su primer álbum en septiembre de 2018.
El término dreampunk fue completamente adoptado por la comunidad siguiendo el video ensayo w u s o 命’s, Dreampunk: The Soundtrack To Dreams, donde analizó la historia y las características estilísticas del género. A fines de la década de 2010, el arte glitch se convirtió en una estética destacada para portadas de álbumes, videos musicales y álbumes visuales, como se vio en sellos emergentes como PURE LIFE ЧЖ y VILL4IN. Durante el confinamiento mundial por la COVID-19, el género experimentó un resurgimiento en los festivales de música virtual, incluidas las actuaciones de Livewire, PURE LIVE y Enter The Void.

## Características musicales
Dreampunk se basa principalmente en los conceptos de la ciudad, la ciencia ficción, el surrealismo, la soledad, el amor, y los sueños. Músicos como Vangelis, Burial, y Aphex Twin, así como el cine de Asia oriental y el anime, son inspiraciones comunes dentro del dreampunk.
La lluvia es una opción frecuente, a menudo utilizada como una referencia al ambiente de la película negra futurista Blade Runner, que se centra en la atmósfera palpable y la construcción de mundos en lugar de la trama o la acción. Esta concentración en la atmósfera le da a la música una cualidad inmersiva y onírica. Esta calidad se ve reforzada por el uso frecuente de cintas de casete en la grabación y distribución.